# Сер (Верхняя Гаронна)
Сер (фр. Seyre, окс. Sèira) — коммуна во Франции, находится в регионе Юг — Пиренеи. Департамент — Верхняя Гаронна. Входит в состав кантона Найу. Округ коммуны — Тулуза.
Код INSEE коммуны — 31546.

## География

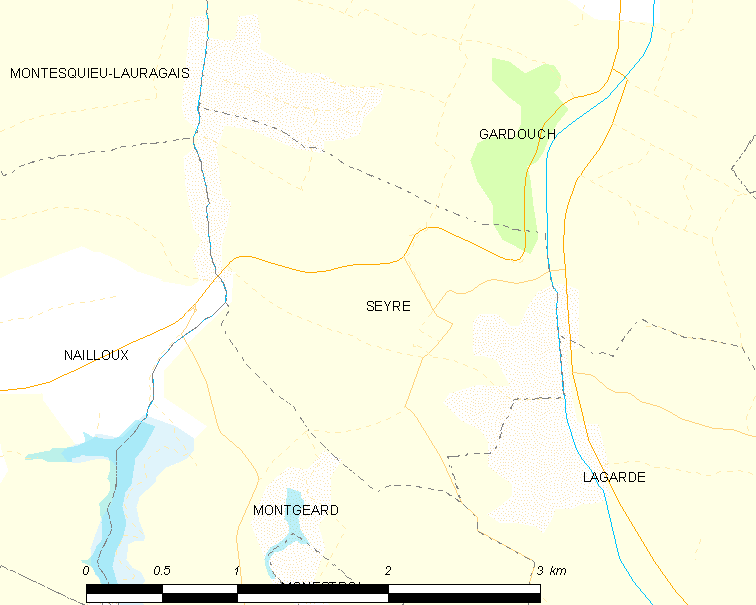
Карта коммуны

Коммуна расположена приблизительно в 620 км к югу от Парижа, в 33 км к юго-востоку от Тулузы.
По территории коммуны протекают небольшие реки Гардижоль (фр. Gardijol) и Жирони (фр. Gironie).

## Климат
Климат умеренно-океанический. Зима мягкая и снежная, весна характеризуется сильными дождями и грозами, лето сухое и жаркое, осень солнечная. Преобладают сильные юго-восточные и северо-западные ветры.

## Население
Население коммуны на 2010 год составляло 102 человека.
| 1962 | 1968 | 1975 | 1982 | 1990 | 1999 | 2010 |
| ---- | ---- | ---- | ---- | ---- | ---- | ---- |
| 82   | 76   | 77   | 82   | 79   | 76   | 102  |

## Администрация
| Период | Период | Фамилия          | Партия | Примечания |
| ------ | ------ | ---------------- | ------ | ---------- |
| 2001   | 2008   | Бернар Рансинанг |        |            |
| 2008   | 2020   | Жозьян Рансинанг |        |            |

## Экономика
В 2010 году среди 69 человек трудоспособного возраста (15—64 лет) 54 были экономически активными, 15 — неактивными (показатель активности — 78,3 %, в 1999 году было 65,1 %). Из 54 активных жителей работали 54 человека (28 мужчин и 26 женщин), безработных не было. Среди 15 неактивных 5 человек были учениками или студентами, 5 — пенсионерами, 5 были неактивными по другим причинам.